# Übersee
Übersee è un comune tedesco di 4 893 abitanti, situato nel land della Baviera.

## Amministrazione

### Gemellaggi
- Monte San Biagio